# Eigen weg

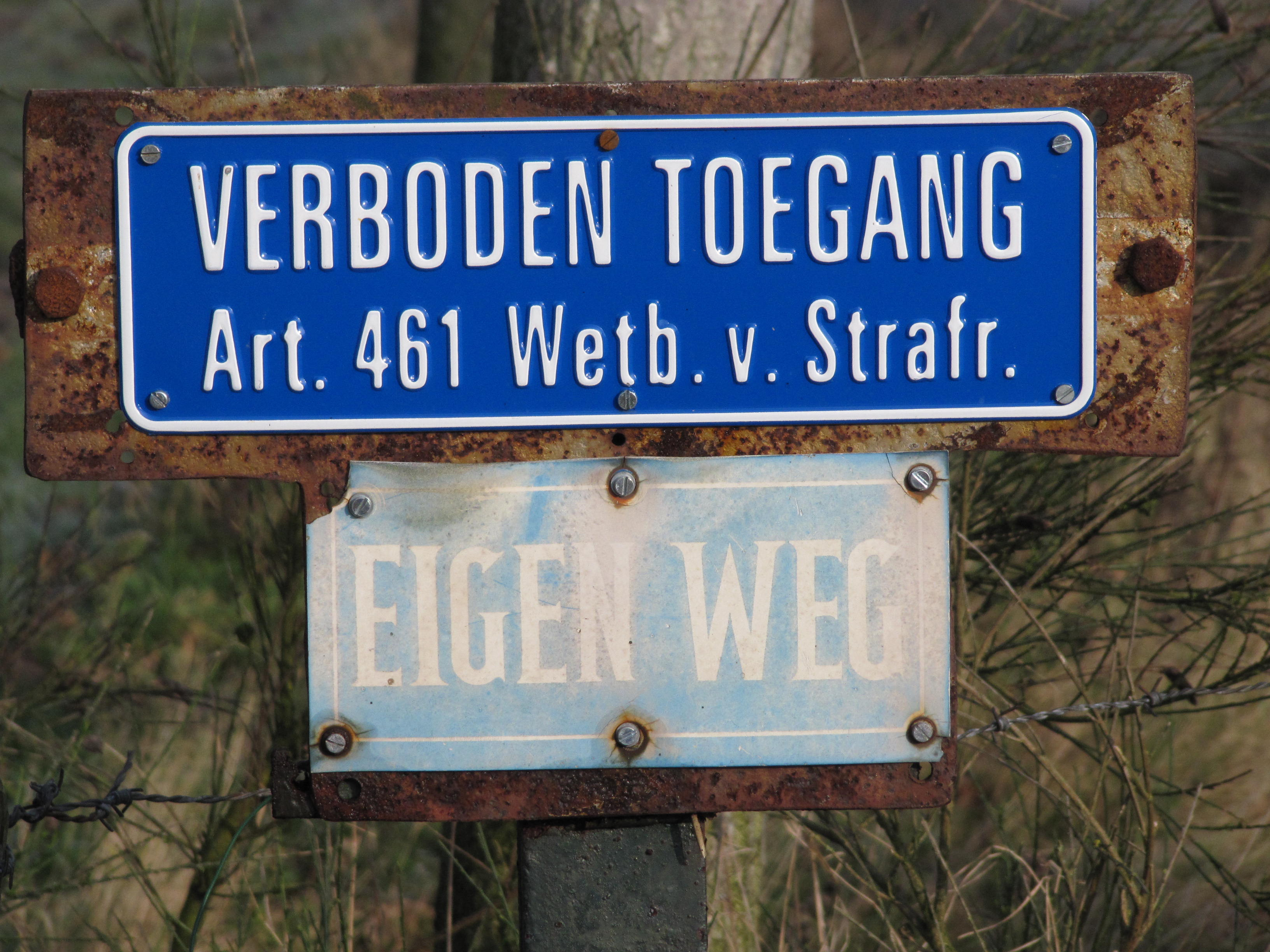
Verboden toegang. Art. 461. Wetb. v. Strafr. Eigen weg, 2010

Een eigen weg is een weg die in eigendom is van een particulier of een bedrijf en op elk willekeurig moment mag worden afgesloten.
Bij een eigen weg kan worden gedacht aan wegen op ziekenhuisterreinen of terreinen van universiteiten. Ook het parkeerterrein van een supermarkt of een paadje van een particulier naast zijn woning, waar eenieder gebruik van mag maken, kunnen hieronder vallen.

## Openbaarheid
Een eigen weg is in Nederland in principe voor iedereen toegankelijk. Het betreden van andermans grond is namelijk toegestaan, behalve als de grond is afgesloten, er schade ontstaat, of door de eigenaar kenbaar wordt gemaakt dat het betreden verboden is, bijvoorbeeld door een bordje "Verboden toegang voor onbevoegden. Art. 461 Wetb. v. Strafr.".
Door verjaring kan een eigen weg een openbare weg worden. In de Wegenwet is bepaald dat als een weg 30 jaar lang voor iedereen toegankelijk is geweest, of 10 jaar lang als de overheid de weg heeft onderhouden, er sprake is van een openbare weg. De eigenaar mag de weg dan niet meer uit de openbaarheid halen. Hij blijft echter wel eigenaar van de grond. Het afsluiten van een openbare weg is strafbaar. Om te voorkomen dat een eigen weg openbaar wordt kan de eigenaar in deze periode gedurende minimaal één dag een bordje "eigen weg" plaatsen.
Een bordje "eigen weg" betekent dus niet dat een weg niet voor iedereen toegankelijk is en heeft in het recht een heel andere betekenis dan het bordje "verboden toegang voor onbevoegden".

## Verkeersregels
In Nederland gelden de verkeersregels volgens art. 1 van de Wegenverkeerswet 1994 op alle “voor het openbaar verkeer openstaande wegen”, onafhankelijk van de vraag wie de eigenaar of de beheerder is. Volgens jurisprudentie geldt dit zelfs voor een parkeergarage met een slagboom waar je moet betalen, omdat iedereen erin kan rijden. Alleen als een weg met hekken of slagbomen voor alle weggebruikers ontoegankelijk is, is het geen voor het openbaar verkeer openstaande weg en gelden de verkeersregels niet. Anders zou het verkeer erg gevaarlijk worden, omdat je aan de weg niet kunt zien of hij in eigendom van de overheid is of niet.
Voor het plaatsen van bepaalde verkeerstekens, waaronder sommige verkeersborden moet ook op een eigen weg eerst een verkeersbesluit genomen worden.